# Беглі (Айова)
Беглі (англ. Bagley) — місто (англ. city) в США, в окрузі Гатрі штату Айова. Населення — 233 особи (2020).

## Географія
Беглі розташоване за координатами 41°50′47″ пн. ш. 94°25′49″ зх. д. / 41.84639° пн. ш. 94.43028° зх. д. (41.846364, -94.430305).  За даними Бюро перепису населення США в 2010 році місто мало площу 0,80 км², уся площа — суходіл.

## Демографія
Згідно з переписом 2010 року, у місті мешкали 303 особи в 123 домогосподарствах у складі 81 родини. Густота населення становила 378 осіб/км².  Було 147 помешкань (184/км²).
Расовий склад населення:
| - 93,4 % — білих - 1,7 % — корінних американців - 0,3 % — азіатів - 2,3 % — осіб інших рас |

До двох чи більше рас належало 2,3 %. Частка іспаномовних становила 7,3 % від усіх жителів.
За віковим діапазоном населення розподілялося таким чином: 25,4 % — особи молодші 18 років, 59,4 % — особи у віці 18—64 років, 15,2 % — особи у віці 65 років та старші. Медіана віку мешканця становила 41,4 року. На 100 осіб жіночої статі у місті припадало 113,4 чоловіків;  на 100 жінок у віці від 18 років та старших — 113,2 чоловіків також старших 18 років.
Середній дохід на одне домашнє господарство  становив 48 293 долари США (медіана — 45 556), а середній дохід на одну сім'ю — 55 021 долар (медіана — 55 357). Медіана доходів становила 44 063 долари для чоловіків та 41 250 доларів для жінок. За межею бідності перебувало 15,4 % осіб, у тому числі 14,9 % дітей у віці до 18 років та 16,9 % осіб у віці 65 років та старших.
Цивільне працевлаштоване населення становило 148 осіб. Основні галузі зайнятості: роздрібна торгівля — 23,6 %, освіта, охорона здоров'я та соціальна допомога — 20,3 %, виробництво — 15,5 %, сільське господарство, лісництво, риболовля — 10,8 %.